# Sint-Oedenrode
Sint-Oedenrode (phát âmⓘ) hay là Rode là một khu vực đô thị và thị xã trong tỉnh Noord-Brabant, Hà Lan. Sint-Oedenrode gồm có làng Boskant, Nijnsel và Olland và Sint-Oedenrode ở bên bờ của sông Dommel. Hướng tây  của Sint-Oedenrode là thị xã Boxtel. Về hướng đông là thị xã Veghel và Laarbeek. Hướng bắc là thị xã Schijndel. Về hướng nam là thị xã Best và Son en Breugel.
Tên của nó được đặt theo tên một công chúa Scotland mù Oda van Brabant. Bà cải đạo theo công giáo Rôma và hiến cuộc đời mình cho Thiên Chúa sau khi được chữa trị một cách thần kỳ khỏi bệnh mù lòa. Sau đó bà đã liều lĩnh từ chối ngôi nữ hoàng và bỏ chạy đến châu Âu đại lục. Bà bắt đầu di chuyển từ vùng này sang vùng khác để kiếm những không gian yên lặng cho việc cầu nguyện. Nhiều lần bà bị chim ác là quấy rối khi cầu nguyện, vì vậy bà tìm cách trốn chạy chim chóc. Rốt cục bà đến một khu định cư nhỏ tên Rode tại Hà Lan (Rode là tiếng Hà Lan cổ cho các công trình nhân tạo xây trong rừng). Bà mất năm 726, dân làng bắt đầu đón tiếp dân hành hương từ khắp mọi nơi trong cả vùng tìm đến, và họ bắt đầu gọi nới này là Sint-Oda-Rode, mà trong cách phát âm hiện giờ trở thành Sint-Oedenrode.